# 皮耶韦托里纳
皮耶韦托里纳（義大利語：Pieve Torina），是意大利马切拉塔省的一个市镇。总面积74平方公里，人口1493人，人口密度20.2人/平方公里（2009年）。ISTAT代码为043038。